# Joo Won
Đây là một tên người Triều Tiên, họ là Moon.
Joo Won (tiếng Hàn: 주원, tên thật là Moon Joon-won, sinh ngày 30 tháng 9 năm 1987) là một nam diễn viên Hàn Quốc được biết đến qua các bộ phim Vua bánh mì, Quý tử nhà nông, Mặt nạ anh hùng, Thiên thần áo trắng, Thiên tài lang băm, Alice (phim truyền hình).

## Danh sách phim

### Phim truyền hình
| Năm  | Kênh | Tên                                     | Vai diễn                                          |
| ---- | ---- | --------------------------------------- | ------------------------------------------------- |
| 2010 | KBS2 | Vua bánh mì                             | Koo Ma-jun / Seo Tae-jo                           |
| 2011 | KBS2 | Quý tử nhà nông                         | Hwang Tae-hee                                     |
| 2012 | KBS2 | Mặt nạ anh hùng                         | Lee Young / Lee Kang To / Sato Hiroshi / Gaksital |
| 2013 | MBC  | Điệp vụ cấp 7 - 7th Grade Civil Servant | Han Gil-ro / Han Pil-hoon                         |
| 2013 | KBS2 | Thiên thần áo trắng                     | Park Shi On                                       |
| 2014 | KBS2 | Khúc nhạc thăng trầm                    | Cha Yoo Jin                                       |
| 2015 | SBS  | Thiên tài lang băm                      | Kim Tae Hyun                                      |
| 2017 | SBS  | Công chúa ngổ ngáo                      | Gyun                                              |
| 2020 | SBS  | Alice (phim truyền hình)                | Park Jin-gyeom                                    |
| 2023 | tvN  | Stealer: The Treasure Keeper            | Skunk                                             |
| 2024 | ENA  | The Midnight Studio                     | Seo Ki-joo                                        |

### Phim điện ảnh
| Năm  | Tên                                            | Vai diễn     | Chú thích    |
| ---- | ---------------------------------------------- | ------------ | ------------ |
| 2011 | S.I.U (Special Investigations Unit)            | Kim Ho Ryong |              |
| 2012 | Cú click định mệnh/Đừng nhấn: Trò chơi ma quái | Joon Hyuk    |              |
| 2012 | Niko 2: Little Brother, Big Trouble            | Niko         | Lồng tiếng   |
| 2013 | Catch Me                                       | Lee Ho Tae   |              |
| 2014 | Ông hoàng thời trang                           | Woo Ki Myung |              |
| 2015 | Trực Giác Chết Người                           | Jang Woo     |              |
| 2016 | Hạ hữu kiều Mộc, Nhã Vọng thiên đường          | Qu Weiran    |              |
| 2016 | Clocking Out                                   | Seo Ki-woong | Phim ngắn    |
| 2022 | Carter                                         | Carter       | Phim Netflix |

### Nhạc kịch
| Năm                  | Tên                          | Vai diễn             |
| -------------------- | ---------------------------- | -------------------- |
| 2007                 | Altar Boyz                   | Matthew              |
| 2008                 | Singles                      | -                    |
| 2008                 | Grease                       | Doody                |
| 2009                 | Shinsangnam Spring Awakening | Yeon Ha Nam Melchior |
| 2013-2014, 2020–2021 | Ghost                        | Sam Wheat            |

### MV Ca nhạc
- Miss You (S.M. THE BALLAD, 2010)
- I Made Another Woman Cry (2BiC, 2012)

### Show truyền hình thực tế
| Năm       | Tựa đề             | Vai trò    | Đài        | Ghi chú       |
| --------- | ------------------ | ---------- | ---------- | ------------- |
| 2006      | Frees              | Thành viên | SBS        |               |
| 2012–2013 | 2 Ngày & 1 Đêm     | Thành viên | KBS2       | Tập 233 - 317 |
| 2014      | Joo Won's Life Log | Chính mình | KNTV Japan |               |
| 2014      | Running Man        | Khách mời  | SBS        | Tập 206       |
| 2021      | Knowing Bros       | Khách mời  | JTBC       |               |

## Nhạc phim
- My Love - Bread, Love, and Dreams (KBS2) - OST Part 7
- Judgment Day - Bridal Mask (KBS2) - OST Part 5
- Love and Love - Bridal Mask (KBS2) - OST Part 7
- Don't Know How To Love - 7th Grade Civil Servant OST
- Love Medicine - Good Doctor OST
- If I Were - Good Doctor OST
- Innocente - Tomorrow Cantabile OST

## Giải thưởng và đề cử
| Năm  | Giải thưởng                                  | Hạng mục                                      | Tác phẩm                     | Kết quả   |
| ---- | -------------------------------------------- | --------------------------------------------- | ---------------------------- | --------- |
| 2009 | 15th Korean Musical Awards                   | Best New Actor                                | Spring Awakening             | Đề cử     |
| 2010 | 4th The Musical Awards                       | Best New Actor                                | Spring Awakening             | Đề cử     |
| 2010 | KBS Drama Awards                             | Best New Actor                                | King of Baking, Kim Takgu    | Đề cử     |
| 2011 | Asia Model Festival Awards                   | Special Award - Best New Model                | —                            | Đoạt giải |
| 2011 | KBS Drama Awards                             | Best New Actor                                | Ojakgyo Family               | Đoạt giải |
| 2012 | 48th Baeksang Arts Awards                    | Best New Actor in TV                          | Ojakgyo Family               | Đoạt giải |
| 2012 | 48th Baeksang Arts Awards                    | Best New Actor in Film                        | S.I.U.                       | Đề cử     |
| 2012 | 21st Buil Film Awards                        | Best New Actor                                | S.I.U.                       | Đề cử     |
| 2012 | 6th Mnet 20's Choice Awards                  | 20's Male Drama Star                          | Bridal Mask                  | Đề cử     |
| 2012 | 49th Grand Bell Awards                       | Popularity Award                              | Don't Click                  | Đề cử     |
| 2012 | KBS Entertainment Awards                     | Best Newcomer in a Variety Show               | 2 Days & 1 Night             | Đoạt giải |
| 2012 | 20th Korean Culture and Entertainment Awards | Top Excellence Award, Actor                   | Bridal Mask                  | Đề cử     |
| 2012 | 1st K-Drama Star Awards                      | Excellence Award, Actor                       | Bridal Mask                  | Đề cử     |
| 2012 | KBS Drama Awards                             | Top Excellence Award, Actor                   | Bridal Mask                  | Đề cử     |
| 2012 | KBS Drama Awards                             | Excellence Award, Actor in a Serial Drama     | Bridal Mask                  | Đoạt giải |
| 2012 | KBS Drama Awards                             | Popularity Award                              | Bridal Mask                  | Đoạt giải |
| 2012 | KBS Drama Awards                             | Best Couple Award with Park Ki-woong          | Bridal Mask                  | Đề cử     |
| 2012 | KBS Drama Awards                             | Best Couple Award with Jin Se-yeon            | Bridal Mask                  | Đề cử     |
| 2013 | 49th Baeksang Arts Awards                    | Most Popular Actor in TV                      | Bridal Mask                  | Đề cử     |
| 2013 | 49th Baeksang Arts Awards                    | Most Popular Actor in Film                    | Don't Click                  | Đề cử     |
| 2013 | 6th Korea Drama Awards                       | Top Excellence Award, Actor                   | Good Doctor                  | Đề cử     |
| 2013 | 2nd APAN Star Awards                         | Top Excellence Award, Actor                   | Good Doctor                  | Đề cử     |
| 2013 | KBS Drama Awards                             | Top Excellence Award, Actor                   | Good Doctor                  | Đoạt giải |
| 2013 | KBS Drama Awards                             | Excellence Award, Actor in a Mid-length Drama | Good Doctor                  | Đề cử     |
| 2013 | KBS Drama Awards                             | PD Award (chosen by PDs from KBS, SBS & MBC)  | Good Doctor                  | Đoạt giải |
| 2013 | KBS Drama Awards                             | Netizens' Award                               | Good Doctor                  | Đoạt giải |
| 2013 | KBS Drama Awards                             | Best Couple Award with Moon Chae-won          | Good Doctor                  | Đoạt giải |
| 2013 | MBC Drama Awards                             | Excellence Award, Actor in a Miniseries       | 7th Grade Civil Servant      | Đoạt giải |
| 2014 | 26th Korea Producers & Directors (PD) Awards | Best Performer                                | Good Doctor                  | Đoạt giải |
| 2014 | 50th Baeksang Arts Awards                    | Best Actor in TV                              | Good Doctor                  | Đề cử     |
| 2014 | 50th Baeksang Arts Awards                    | Most Popular Actor in TV                      | Good Doctor                  | Đề cử     |
| 2014 | 50th Baeksang Arts Awards                    | Most Popular Actor in Film                    | Steal My Heart               | Đề cử     |
| 2014 | 9th Seoul International Drama Awards         | Outstanding Korean Actor                      | Good Doctor                  | Đề cử     |
| 2014 | 9th Seoul International Drama Awards         | People's Choice Award (Korea)                 | Good Doctor                  | Đề cử     |
| 2014 | KBS Drama Awards                             | Excellence Award, Actor in a Miniseries       | Cantabile Tomorrow           | Đề cử     |
| 2014 | KBS Drama Awards                             | Popularity Award, Actor                       | Cantabile Tomorrow           | Đoạt giải |
| 2015 | 8th Korea Drama Awards                       | Grand Prize (Daesang)                         | Yong-pal                     | Đề cử     |
| 2015 | 2nd Asian Influence Awards Oriental Ceremony | Most Influential Asian Award                  | —                            | Đoạt giải |
| 2015 | 52nd Grand Bell Awards                       | Popularity Award                              | —                            | Đề cử     |
| 2015 | 4th APAN Star Awards                         | Top Excellence Award, Actor in a Miniseries   | Cantabile Tomorrow, Yong-pal | Đề cử     |
| 2015 | SBS Drama Awards                             | Grand Prize (Daesang)                         | Yong-pal                     | Đoạt giải |
| 2015 | SBS Drama Awards                             | Top Excellence Award, Actor in a Miniseries   | Yong-pal                     | Đề cử     |
| 2015 | SBS Drama Awards                             | PD Award (chosen by PDs from KBS, SBS & MBC)  | Yong-pal                     | Đề cử     |
| 2015 | SBS Drama Awards                             | Top 10 Stars                                  | Yong-pal                     | Đoạt giải |
| 2015 | SBS Drama Awards                             | Netizen Popularity Award                      | Yong-pal                     | Đề cử     |
| 2015 | SBS Drama Awards                             | Chinese Netizen Popularity Award              | Yong-pal                     | Đoạt giải |
| 2015 | SBS Drama Awards                             | Best Couple Award with Kim Tae-hee            | Yong-pal                     | Đoạt giải |
| 2020 | SBS Drama Awards                             | Producer Award                                |                              | Đoạt giải |